# صفاء حبيركو
صفاء حبيركو من مواليد 1990 بمدينة القنيطرة، هي ممثلة مغربية وعارضة أزياء والفائزة بلقب ملكة جمال المغرب و (حب الملوك)، بالإضافة إلى ظهورها في عدة إعلانات مغربية وعربية، كما أخدت دور البطولة في عدة أعمال تليفزيونية مثل المسلسل الدرامي زينة في رمضان 2014 ومسلسل وعدي في دور مينة. ويعتبر هذا الأخير العمل الذي شكل لها باب الشهرة عند الجمهور المغربي. قامت بلعب دور البطولة في الجزء الثاني من مسلسل وعدي بعدما تلقى الجزء الأول نجاحا في نسبة المشاهدة. كان أول أعمال الفنانة صفاء حبيركو الفيلم الكوميدي (Switcher)، التي أنتجته شركة الاتصالات إنوي. وقدمت أغنية يالاه يوم زفافها.
في عام 2018، خاضت تجربة تقديم البرامج من خلال تقديم برنامج «لالة لعروسة»

## من أعمالها

### مسلسلات
- زينة (مسلسل)، 2015 ل ياسين فنان
- وعدي (مسلسل)، جزئين 2015 و 2016 لياسين فنان
- الوجه الأخر (مسلسل)، 2018 ل ياسين فنان
- زينة (مسلسل)، 2015 ل ياسين فنان
- قصر الباشا (مسلسل)، 2019 ل أنوار معتصم
- البهجة (مسلسل)، 2019

### أفلام
- ذاكرة الحب 2017

- تقديم البرنامج العائلي لالة لعروسة 2018
- كي كنتي كي وليتي (ضيفة)

## برامج
لالة العروسة ـ الموسم 12.

## روابط خارجية
- صفاء حبيركو على موقع IMDb (الإنجليزية)